# Elizabeth Magie
Pour les articles homonymes, voir Magie.

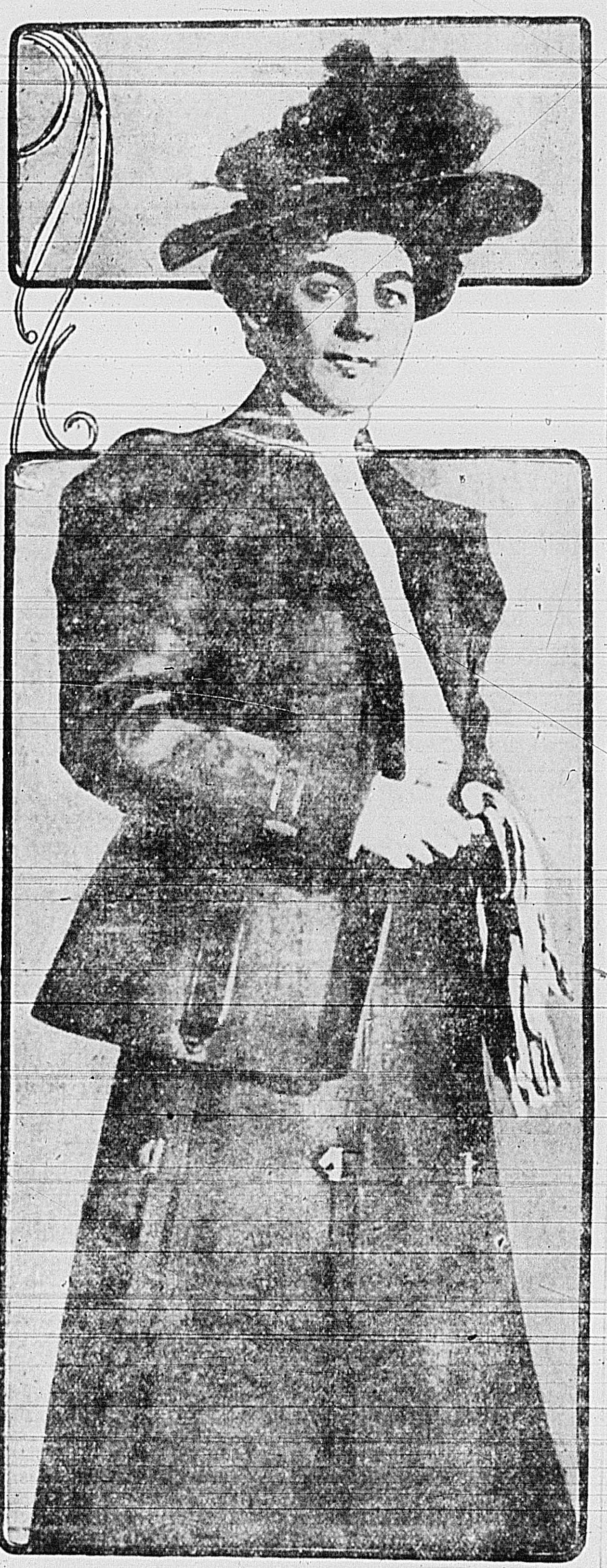
Elizabeth Magie, en costume d'Epoque

Elizabeth Magie, née le 9 mai 1866 à Macomb dans l'Illinois et morte le 2 mars 1948 à Arlington en Virginie, est une conceptrice américaine de jeux de société.
Inspirée par l'économiste Henry George, elle invente en 1904 le jeu The Landlord's Game (Le Jeu du propriétaire foncier), précurseur de Monopoly, pour dénoncer l'oppression des rentiers de l'immobilier sur les locataires.

## Biographie
Elizabeth Magie naît au lendemain de la guerre de Sécession. Son père, James Magie, est éditeur de presse. Il possède des parts dans un journal, The Canton Register. Dans les années 1880, Elizabeth Magie exerce le métier de sténographe et secrétaire. Elle invente un dispositif afin de faire passer plus facilement le papier entre les rouleaux des machines à écrire. La jeune femme se consacre également à l'écriture de poèmes et de nouvelles, et monte sur scène pour y interpréter des sketches,.

### The Landlord's Game

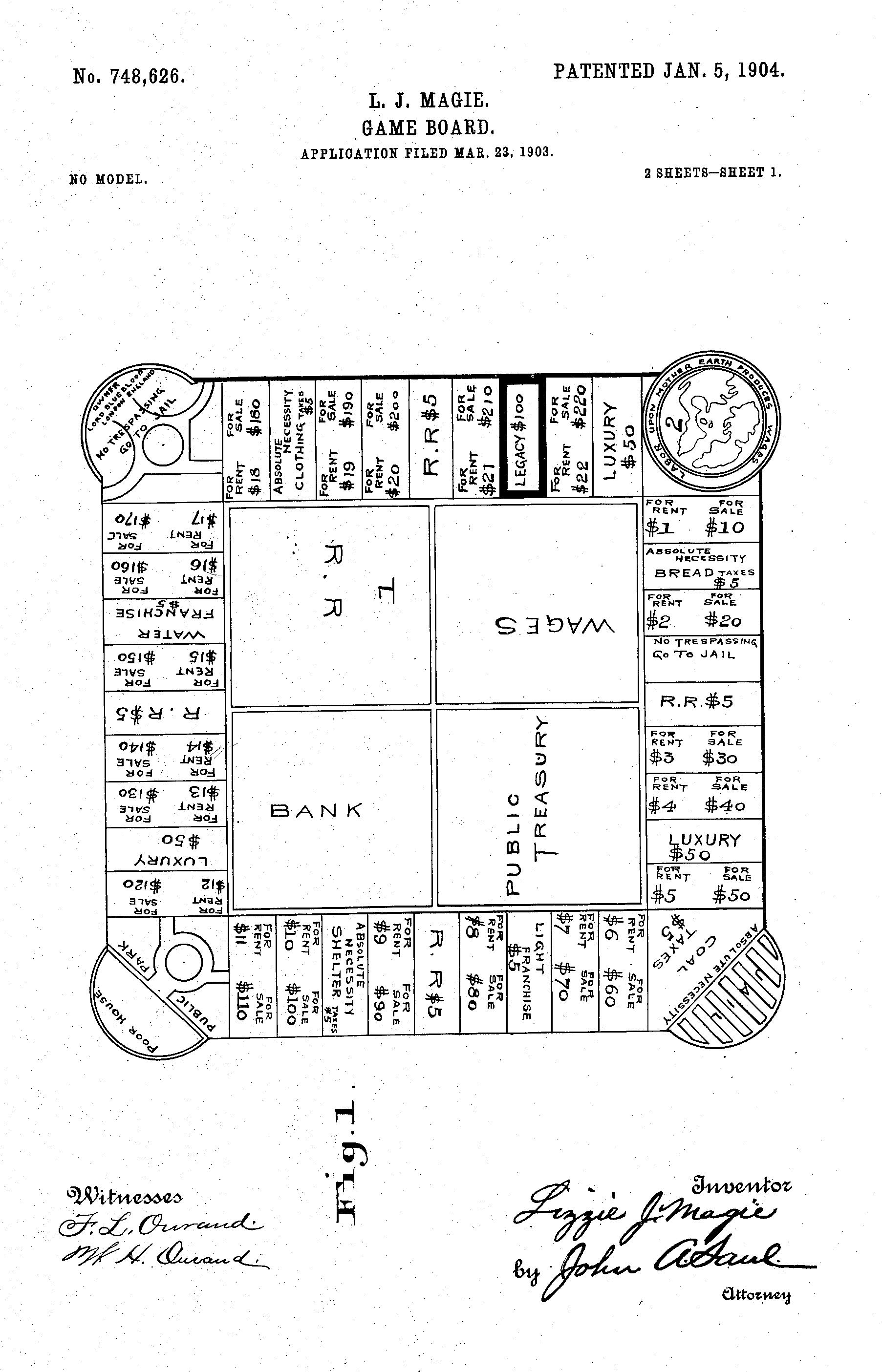
Dessin illustrant le brevet du jeu The Landlord's Game.

Elizabeth Magie fait partie du mouvement quaker et apprécie les idées de l'économiste Henry George, qui veut limiter le pouvoir des propriétaires fonciers avec un impôt unique. Elle a découvert son livre Progrès et pauvreté (Progress and Poverty) grâce à son père, James Magie. En 1903, elle dépose un brevet pour un jeu de société, The Landlord's Game (Le Jeu du propriétaire foncier), avec lequel elle souhaite illustrer la « nature antisociale du monopole ». Il se diffuse sur les campus, dans le milieu des intellectuels de gauche et parmi les quakers (membres du mouvement Quaker), notamment à Atlantic City. En 1931, un chômeur, Charles Darrow, découvre le jeu grâce à des voisins ; il s'en inspire pour créer à son tour un jeu qu'il nomme Monopoly, en changeant complètement le propos d'Elizabeth Magie.

### Mariage
Elizabeth Magie est également connue pour avoir fait paraître une fausse annonce de mariage, dans laquelle elle se vend au plus offrant. L'affaire suscite l'intérêt de la presse, qui publie des articles à son sujet. Propriétaire de sa maison et de plusieurs acres de terre, Magie éprouve néanmoins des difficultés à subvenir à ses besoins avec son faible salaire, et présente le mariage comme la seule issue offerte aux femmes. En 1906, elle est embauchée comme reporter dans un journal. En 1910, malgré ses doutes envers le mariage, elle épouse l'homme d'affaires Albert Phillips. Elizabeth Magie meurt en 1948. 

## Postérité
Son rôle dans l'histoire du Monopoly est redécouvert au cours des années 1970 lorsque l'éditeur Parker Brothers intente un procès à Ralph Anspach, qui enseigne l'économie à l'université et commercialise un Anti-Monopoly. Pour assurer sa défense, Anspach effectue des recherches sur l'origine du jeu de société et apprend l'existence du brevet de Magie. Après plusieurs années de procédure, la plainte de la société Parker est rejetée par la Cour d'appel, puis par la Cour suprême,. 

## Émission
- [(fr) Cherchez la femme ! (18/30) Elizabeth Magie - L'histoire des jeux de société sur Arte (page consultée le 17 janvier 2023)], série en stop motion de Julie Gavras (2021), Arte, durée 0 h 4.
- Monopoly : sa créatrice, Elizabeth Magie, était une féministe et une anticapitaliste! sur Neon (page consultée le 3 décembre 2023).